# Heinz Gmelch
Heinz Gmelch (* 13. September 1962 in München) ist ein deutscher Politologe, der lange Zeit als Dozent in der politischen Erwachsenenbildung und als freier Publizist für die Bayerische Landeszentrale für politische Bildungsarbeit tätig war. Heute arbeitet er in der Unternehmenskommunikation.

## Leben
Nach dem Studium der politischen Wissenschaft, Germanistik und Theaterwissenschaft war Gmelch zunächst als Verlagslektor und Publizist freiberuflich tätig und von 1998 bis 2000 Dozent an der Zivildienstschule Geretsried. Von 1992 bis 2012 war er freier Mitarbeiter bei der Bayerischen Landeszentrale für politische Bildungsarbeit (BLZ). Für diese hat er zahlreiche Wandzeitungen als Unterrichtsmaterial für bayerische Schulen verfasst. Des Weiteren hat Gmelch mehrere Artikel über aktuelle Umweltprobleme zu Sammelwerken beigesteuert und eine Einführung in die Ökologie und Umweltschutzpolitik geschrieben.

## Schriften
- Entwicklungshilfe von OPEC-Staaten: Modell für eine gerechtere Neuverteilung des Ölreichtums im Nahen und Mittleren Osten? Forschungsstelle Dritte Welt, 1991.
- Verifikation von multi- und internationalen Rüstungskontrollabkommen. Nomos, 1993, ISBN 3-7890-2930-0.
- Der Umweltkompass – eine Einführung in die Ökologie und Umweltschutzpolitik, BLZ, 2000.
- UN-Umweltpolitik. In: Peter J. Opitz (Hrsg.): Die Vereinten Nationen. Fink, München 2002 (UTB 2283).
- Globale Umweltprobleme – Dimensionen, Ursachen, Lösungsansätze. In: Mir A. Ferdowsi (Hrsg.): Weltprobleme. München 2007.
- Verifikation der Vereinbarungen zum Schutz der Ozonschicht. In: Mir A. Ferdowsi (Hrsg.): Von himmlischer Ordnung und weltlichen Problemen : Festschrift zum 65. Geburtstag von Peter J. Opitz. Fink, München 2003.
- mit Adrian Gmelch: Der geheimnisvolle Laden. Jugendbuch. BoD, Norderstedt 2013, ISBN 978-3-7322-3299-4.